# Francisco Castelló
Francisco Castelló Aleu (19 avril 1914 - 29 septembre 1936) est un jeune espagnol fusillé par un tribunal populaire durant la guerre civile espagnole en raison de sa foi catholique, et béatifié par le pape Jean-Paul II le 11 mars 2001.

## Biographie
Francisco Castelló y Aleu naît le 19 avril 1914 à Alicante en Espagne, troisième enfant d'une famille modeste. Deux mois plus tard, en juin, son père José Castello meurt emporté par une maladie. Sa mère Teresa Aleu décide alors de retourner à Lleida où habite sa famille. En septembre 1922, la famille déménage à Juneda où Teresa est nommé institutrice de l'école du village. Dès cette époque, Francisco se fait remarquer par une foi très vive qui lui est enseignée par sa mère, fervente catholique. En 1923, il rentre au collège des Frères maristes de Lleida où il effectue toute sa scolarité secondaire. Durant cette période, il a la douleur de perdre sa mère qui meurt à son tour le 10 mars 1929.
En 1930, il obtient son baccalauréat et intègre l'Instituto Químico de Sarrià à Barcelone. Là, il rencontre le père jésuite Román Galán, sous la direction duquel il fait en 1932 les exercices spirituels de saint Ignace dans le cadre de l'Œuvre des exercices paroissiaux qui le marquent profondément. Il décide en effet de consacrer une grande partie de ses temps libres à diffuser cette œuvre d'évangélisation. Le 6 février 1934, il obtient sa licence ès sciences de Chimie de l'université d'Oviedo, et est ensuite embauché par l'entreprise de production d'engrais chimiques Cros de Lleida.
Le 1er juillet 1936, il est affecté à la forteresse de Lleida pour y effectuer son service militaire. Le lendemain, celle-ci tombe aux mains d'un « comité militaire » de tendance marxiste qui l'arrête quelques jours plus tard, le 20 juillet, sous l'accusation d'être un « fasciste » du fait de sa religion catholique. Brutalisé, il est enfermé avec une vingtaine d'autres soldats dans une petite chapelle transformée en cellule. Le 12 septembre, il est transféré à la prison civile de la province où il s'efforce de se mettre au service des autres prisonniers, leur redonnant courage par le biais d'une chorale, se chargeant du nettoyage des cellules, etc.
Le 29 septembre, il comparait devant le « tribunal populaire ». Le président commence par l'accuser de fascisme : on a en effet retrouvé dans son bureau une grammaire italienne et une autre allemande... Comme Francisco démontre qu'il les possède uniquement pour des motifs professionnels, son accusateur en vint alors directement au véritable motif d'accusation : « Finissons en une bonne fois pour toutes. Es-tu catholique? - Oui, je suis catholique. » Le procureur requiert alors la peine de mort. Invité à se défendre, Francisco déclare alors : « Si être catholique est un délit, j'accepte très volontiers d'être délinquant ». Il est alors condamné à être exécuté le soir même.
Quelques heures plus tard il est conduit en camion avec six autres condamnés au cimetière de la ville où il est fusillé ; il est alors 23h30.
Le 11 mars 2001, il est déclaré « bienheureux » par le pape Jean-Paul II.

## Dernière lettre
Peu avant son exécution, dans sa cellule, il a eu le temps d'écrire trois lettres, à sa tante et à ses sœurs, à son confesseur, et, la plus belle, à sa fiancée Mariona - dont deux frères quelques semaines plus tôt avaient été assassinés par les Républicains. Voici cette dernière lettre :
« Mariona aimée,

Nos existences se sont unies, et il a plu à Dieu de les séparer. C'est à lui que j'offre, avec toute la force dont je suis capable, l'amour que je te porte, un amour intense, pur et sincère.
Je ressens ta douleur, non la mienne. Sois fière : deux frères et ton fiancé. Pauvre Mariona !

Il m'arrive quelque chose d'étrange : je ne puis ressentir la moindre peine sur mon sort. Une allégresse intérieure, forte, m'envahit totalement, intensément. Je souhaiterais t'adresser une lettre triste, je ne le peux, je suis comme inondé de pensées suaves tel un pressentiment de Gloire.

J'aurais aimé te parler de toute la force de mon amour, de la tendresse que je te réservais, des joies que nous aurions connues ensemble. Mais pour moi, tout cela est secondaire. Je vais faire un grand pas.
Je désire te dire une seule chose : si tu le peux, marie-toi. Du ciel, je bénirai ton union et tes enfants. Je ne veux pas que tu pleures, non, je ne le veux pas. Sois fière de moi. Je t'aime.

Je n'ai plus le temps d'en écrire davantage.

Francisco ».

### Article lié
- Martyrs de la guerre d'Espagne